# 張揖
張揖（？—？），字稚讓，三國時代曹魏清河郡人，是經學家和訓詁學家。

## 簡歷
在魏明帝太和年間（227年－232年）擔任博士。

## 著述
曾著中國古代百科辭典《廣雅》。